# ホルト城
ホルト城は、ウェールズ、カウンティ・バラのホルトに存在した中世の城で、13世紀、中世後期（en）に、ディー川沿いのウェールズとイングランドの国境に建てられた。中世期に、正門にライオンの像が彫刻されていたことから、レオニス砦またはライオンズ城として知られた。17世紀にはほぼすべての石材部分は取り払われ、基礎部分が残るのみである。

## 建設
1277年から1311年の間に、地元の高さ12ｍの岬の砂岩を使って建築された。各角の塔を含んで正五角形の形をしていた。堡塁、内壁、裏門、城壁と強化されていった。また、ディー川から引き込まれた水で堀も張られた。特徴である塔は、城の周囲の岩壁に面して構築されており、内壁はルティン城とコンウィ城に似ている。

## 歴史
城の始まりは1277年のエドワード1世のウェールズ北部侵攻で、ディー川のすぐ側に砂岩を基礎として、1282年にエドワード1世がこのホルトの地を自分に忠実なジョン・ド・ワーレンに与え、ワーレンが城を完成させた。1311年には建設は終了し、城の隣には移住者のために町が建てられた。
1世紀後ウェールズ軍は15世紀のオワイン・グリンドゥールの蜂起の時に町を焼失させた。
16世紀にはホルト城は廃墟となっていた。エリザベス朝のジョン・ノーディンは地図製作のため、城を調査し"大きく損壊している"と記した。
第一次イングランド内戦（en:First English Civil War）は、ホルト城は主に王党派軍が駐屯していた。1643年に議会派が奪い、1644年春には王党派が取り返した。その戦いで降伏した議会派の13人の守備隊は剣とともに堀へ投げ込まれた。1647年の1月、それらの戦いの9カ月後王党派統率者、リチャード・ロイド候はトーマス・ミットン（en　議会派の司令官）に降伏、ハーレック城が王党派が持つウェールズ唯一の本拠地であったが、その年の3月にはミットンの手に落ちた。降伏後、ロジャー・ポープ（en）がホルトの議会員長の職に就いた。城はその一年後に破壊された。
1675年から1683年の間、内戦後に城の大部分は、トーマス・グロブナー男爵がイートンホール（ne）を建てるために船を使って下流へ運ばれた。
18世紀には塔の一部と正方形の建造物が残されていた。

## 現在
今日、砂岩の基礎の一部が残すのみであるが、裏門や強化壁、塔の基礎部からその石積みの特徴を見ることができる。

## 文献
- Bingley, William (1839), Excursions in North Wales: including Aberystwith and the Devil's Bridge, intended as a guide to tourists (3 ed.), Longman, Orme, p. 226
- Carlton, Charles (1992), Going to the Wars: The Experience of the British Civil Wars, 1638-1651 (illustrated, reprint ed.), Routledge, p. 258, ISBN 9780415103916
- Pettifer, Adrian (2000), Welsh Castles: A Guide by Countries (illustrated ed.), Boydell & Brewer, p. 66, ISBN 9780851157788
- Williams, W.R. (1895), Parliamentary History of the Principality of Wales,from the earliesr times to the present day, 1541-1895 ..., Brecknock: Priv. Print. for the author by E. Davis and Bell, p. 116